# Helena Gleichen

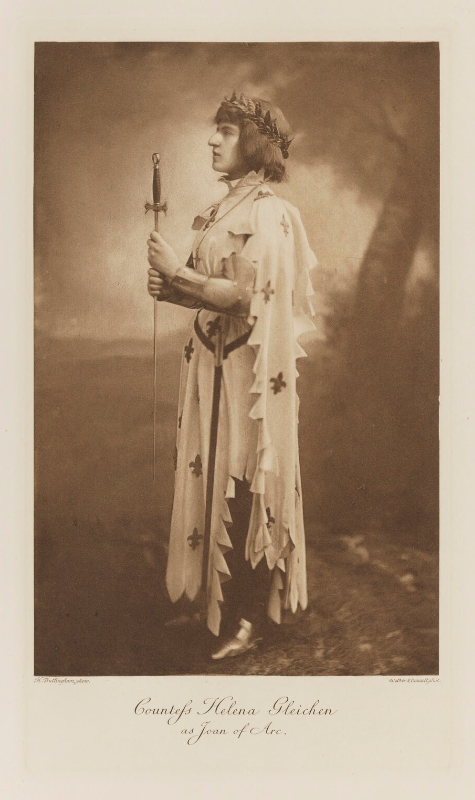
Henry Bullingham: Helena Gleichen as Joan of Arc (1897)

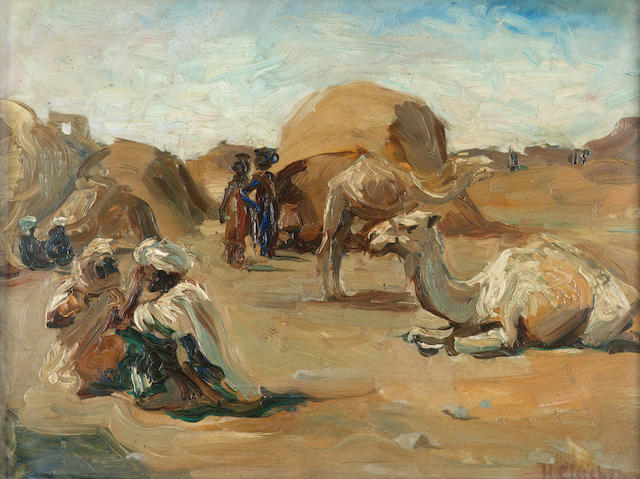
Ohne Titel

Lady Helena Emily Gleichen, OBE, DStJ (geboren 1. Februar 1873 in London; gestorben 28. Januar 1947 ebenda) war eine britische Malerin aus der Familie Gleichen.

## Leben
Helena Gleichen war eine Tochter des deutsch-britischen Berufssoldaten und Malers Viktor zu Hohenlohe-Langenburg (1833–1891) und der Laura Williamina Seymour (1832–1912), eine Tochter des Admirals George Seymour. Da die Verbindung als morganatisch galt, wurde die Ehefrau noch vor der Hochzeit in Deutschland als Gräfin von Gleichen geadelt und konnte damit am Hof von Queen Victoria, die eine Tante des Vaters war, zugelassen werden.
Die Geschwister Helena Gleichens waren die Bildhauerin Feodora Gleichen (1861–1922), der Berufssoldat Edward Gleichen (1863–1937) und die Sängerin Victoria Gleichen (1868–1951). Während des Ersten Weltkriegs verzichteten sie 1917 auf ihre deutschen Titel und erhielten im Gegenzug den protokollarischen Rang von Kindern eines Marquess mit der Höflichkeitsanrede „Lord“ bzw. „Lady“.
Im Ersten Weltkrieg arbeitete Helena Gleichen als Krankenschwester des britischen Roten Kreuzes und war als Leiterin einer Röntgenstation an der italienischen Front in Cormons eingesetzt. Sie erhielt als Kriegsauszeichnung die italienische Tapferkeitsmedaille und als Officer in den Order of the British Empire (OBE) aufgenommen.
Helena Gleichen malte Porträts und Pferdebilder. Sie war Mitglied der Society of Antiquaries of London.
Nach ihrem Tod wurde sie im Golders Green Crematorium eingeäschert, wo sich auch eine Gedenktafel für sie und ihre Geschwister befindet.

## Schriften
Autobiografie
- Contacts and Contrasts. Reminiscences. With plates, including portraits, and a map. London, 1940
  - Contacts and Contrasts. Einleitung Caroline Stone. Kilkerran : Mansion Field, 2013

Ausstellungen
- Modern and contemporary pictures and drawings principally of the English schools. London : Sotheby’s, 1933
- Catalogo della mostra di quadri di lady Helena Gleichen : Milano, Castello Sforzesco, febbraio 1934. Milano : E. Bestetti, 1934
- Catalogue of an exhibition of paintings by the Lady Helena Gleichen and sculpture by O'Connor Barrett, Maurice Lambert, Mrs. R.M. Milward and J.R. Skeaping : 28th March to 18th April, 1936. Birmingham : City of Birmingham Museum and Art Gallery, 1936